# مانوئل پاررا
مانوئل پاررا (انگلیسی: Manuel Parera; ۷ اکتبر ۱۹۰۷ – ۱۲ آوریل ۱۹۷۵) بازیکن فوتبال اهل اسپانیا بود.
از باشگاه‌هایی که در آن بازی کرده‌است می‌توان به باشگاه فوتبال سابادل، باشگاه فوتبال ژیرونا، و باشگاه فوتبال بارسلونا اشاره کرد.